# Sușkî, Kozelșciîna
Sușkî (în ucraineană Сушки) este un sat în comuna Prîharivka din raionul Kozelșciîna, regiunea Poltava, Ucraina.

## Demografie
Componența lingvistică a localității Sușkî
     Ucraineană (98,91%)
     Alte limbi (1,09%)
Conform recensământului din 2001, majoritatea populației localității Sușkî era vorbitoare de ucraineană (98,91%), existând în minoritate și vorbitori de alte limbi.